# Gerard Kuiper
Gerard Peter Kuiper (născut Gerrit Pieter Kuiper; n. 7 decembrie 1905, Tuitjenhorn⁠(d), Olanda de Nord, Țările de Jos – d. 24 decembrie 1973, Ciudad de México, Mexic) a fost un astronom neerlandezo-american.

## Biografie
În 1935 el a plecat să lucreze la Harvard College Observatory unde a cunoscut-o  pe Sarah Parker Fuller, cu care s-a căsătorit pe 20 iunie 1936.
Kuiper și-a petrecut cea mai mare a carierei sale la Universitatea Chicago, dar s-a mutat la Tucson, Arizona în 1960, în cadrul Laboratorului Lunar și Planetar (LPL) de la Universitatea Arizona. Kuiper a fost director al laboratorului până la moartea sa în 1973, care s-a petrecut în timp ce se afla în vacanță cu soția sa în Mexic. Una din cele trei clădiri ale Laboratorului Lunar și Planetar din Arizona este numită în onoarea lui.

## Descoperiri

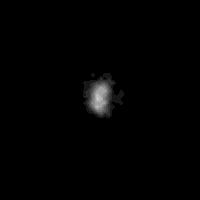
Nereid, imagine obținută cu Voyager 2

Kuiper a descoperit doi sateliți naturali ai planetelor din sistemul solar: Miranda,  satelitul lui  Uranus și Nereid, satelitul lui  Neptun. 
A descoperit că atmosfera marțiană este formată și din dioxid de carbon. În 1994 a descoperit existența în atmosfera satelitului planetei Saturn, Titan, a metanului înghețat (1.4% CH4).
În anii 1960, Kuiper a ajutat la identificarea a mai multor situri lunare în cadrul programului Apollo.
Kuiper a descoperit câteva sisteme binare solare, care au fost denumite cu numărul lui Kuiper, identificator ca steaua KUI 79.

## Premii
- În 1947, Kuiper a fost decorat cu Medalia Janssen a Societății Astronomice Franceze.
- În 1959, Kuiper a câștigat premiul Henry Norris Russell Lectureship acordat de Societatea Astronomică Americană.
- În 1971, Kuiper a primit Medalia Kepler Gold a Asociației Americane de Știință Avansată și Institutul Franklin.

Pe lângă planetă minoră 1776 Kuiper, craterul Kuiper de pe Lună, cratere de pe Marte și Mercur, acum noul Observator Kuiper Aeropurtat au fost, de asemenea, numite după el.
Cei mai mulți astronomi se referă la o regiune de planete mici, dincolo de Neptun, ca fiind centura Kuiper, deoarece Kuiper a sugerat că astfel de planete mici sau comete s-au format acolo. Cu toate acestea, el a crezut că astfel de obiecte ar fi fost măturate definitiv de perturbațiile planetare gravitaționale astfel încât nici unul sau puține obiecte astronomice mici ar exista acolo astăzi.
Premiul Kuiper, numit astfel în cinstea lui, este cel mai distins premiu oferit de Divizia pentru științe planetare a Societății Astronomice Americane (în en. American Astronomical Society), o societate internațională de oameni de știință experți în domeniul planetar. Premiul recunoaște contribuția deosebită la știința planetară și este acordat anual în timpul vieții oamenilor de știință a căror realizări au ajutat la avansarea științei despre sisteme planetare. Printre câștigătorii acestui premiu se numără Carl Sagan, James Van Allen și Eugene Shoemaker.
1. ↑  Gerard Pieter Kuiper (în neerlandeză), Biografisch Portaal
2. 1 2 3  Autoritatea BnF, accesat în 10 octombrie 2015
3. 1 2  Gerard P. Kuiper, Internet Speculative Fiction Database, accesat în 9 octombrie 2017
4. ↑  G.P. Kuiper, KNAW Past Members, accesat în 9 octombrie 2017
5. 1 2  Gerard P. Kuiper and the Rise of Modern Planetary Science, p. 4
6. ↑  Gerard Kuiper, SNAC, accesat în 9 octombrie 2017
7. 1 2 3 4   (PDF), Academia Națională de Științe a Statelor Unite ale Americii[*] http://www.nasonline.org/publications/biographical-memoirs/memoir-pdfs/kuiper-gerard.pdf Lipsește sau este vid: |title= (ajutor)
8. 1 2   https://www.universetoday.com/91203/gerard-kuiper/ Lipsește sau este vid: |title= (ajutor)
9. ↑   http://www.azarchivesonline.org/xtf/view?docId=ead/uoa/UAMS480.xml Lipsește sau este vid: |title= (ajutor)
10. ↑  Gerard P. Kuiper and the Rise of Modern Planetary Science, p. 5-6
11. ↑  Gerard P. Kuiper and the Rise of Modern Planetary Science, p. 6, 12